# Kombo East
Kombo East est un district de la division de West Coast en Gambie. En 2013, sa population était de 33 849 habitants.

## Source de la traduction
- (de) Cet article est partiellement ou en totalité issu de l’article de Wikipédia en allemand intitulé « Kombo East » (voir la liste des auteurs).